# Wiktor Bałoha
Wiktor Iwanowycz Bałoha, ukr. Віктор Іванович Балога (ur. 15 czerwca 1963 w Zawydowie w obwodzie zakarpackim) – ukraiński polityk, z wykształcenia ekonomista. Były przewodniczący Zakarpackiej Obwodowej Administracji Państwowej, dwukrotnie minister ds. sytuacji nadzwyczajnych.
Brat biznesmenów i polityków Iwana oraz Pawła.

## Życiorys
W latach 1998–1999 był prezydentem miasta (ukr. міський голова) Mukaczewa. Od maja 1999 do czerwca 2001 pełnił po raz pierwszy funkcję przewodniczącego Zakarpackiej Obwodowej Administracji Państwowej. W wyborach w 2002 został wybrany na posła do Rady Najwyższej w okręgu jednomandatowym.
Od lutego do września 2005 ponownie pełnił funkcję przewodniczącego Zakarpackiej Obwodowej Administracji Państwowej. W rządach Jurija Jechanurowa i Wiktora Janukowycza (od września 2005 do października 2006) zajmował stanowisko ministra ds. sytuacji nadzwyczajnych Ukrainy i ochrony ludności przed skutkami katastrofy w Czarnobylu. We wrześniu 2006 został przewodniczącym Sekretariatu Prezydenta Ukrainy Wiktora Juszczenki. Funkcję tę pełnił do maja 2009.
Od stycznia 2007 przez parę miesięcy był także przewodniczącym Ludowego Związku „Nasza Ukraina”. W 2008 znalazł się wśród założycieli Zjednoczonego Centrum. W listopadzie 2010 wszedł do rządu Mykoły Azarowa, ponownie jako minister ds. sytuacji nadzwyczajnych i ochrony ludności przed skutkami katastrofy w Czarnobylu, miesiąc później nazwa resortu uległa skróceniu.
W wyborach w 2012 Wiktor Bałoha uzyskał mandat poselski w okręgu jednomandatowym. Odszedł następnie z rządu. W 2014 ponownie wybrany do parlamentu (podobnie jak dwaj jego bracia i kuzyn Wasyl Petiowka) jako niezależny z poparciem Bloku Petra Poroszenki. Utrzymał mandat poselski również w 2019.